# Paul Haddacks
Paul Kenneth Haddacks, född 1947, brittisk vice-amiral, tillträdde som lordlöjtnant på Isle of Man, 17 oktober 2005.